# Свято-Николаевский собор (Сан-Франциско)
Свято-Николаевский Собор — собор в юрисдикции Патриарших приходов Русской православной церкви в городе Сан-Франциско, США.

## История
Православный приход в Сан-Франциско был основан 12 марта 1935 года по благословению патриаршего экзарха митрополита Вениамина (Федченкова). Храм находился на улице Дивизадеро. 24 июля 1960 года состоялось торжественное освящение нового Свято-Николаевского собора на 15-й улице Сан-Франциско. Освящение архиерейским чином совершил патриарший экзарх митрополит Североамериканский и Алеутский Борис (Вик). Это здание 1919 года постройки ранее было лютеранским храмом.
В конце 1960-х годов при активном посредничестве митрополита Никодима (Ротова), протоиерея Александра Шмемана и ряда других известных церковных деятелей был достигнут компромисс с Северо-Американской митрополией. 9 апреля 1970 года Священный синод Русской церкви восстановил общение с митрополией, сняв прещения с её иерархов, а 10 апреля патриаршим томосом даровал автокефалию Русской православной греко-кафолической церкви в Северной Америке, которая отныне стала называться Православной церковью в Америке (ПЦА).
Часть храмов при этом добровольно осталась в составе Московского патриархата, в том числе и Свято-Николаевский собор.
В 1995—1996 годах был проведён наружный и внутренний ремонт собора, отреставрирована и позолочена наружная икона святителя Николая, на куполе установлен крест.
В 2012 году председатель ОВЦС митрополит Иларион (Алфеев) передал собору икону преподобного Силуана Афонского.
В 2013 году перед зданием собора состоялся митинг против принятия в России закона о запрете пропаганды гомосексуализма.